# Allakappa

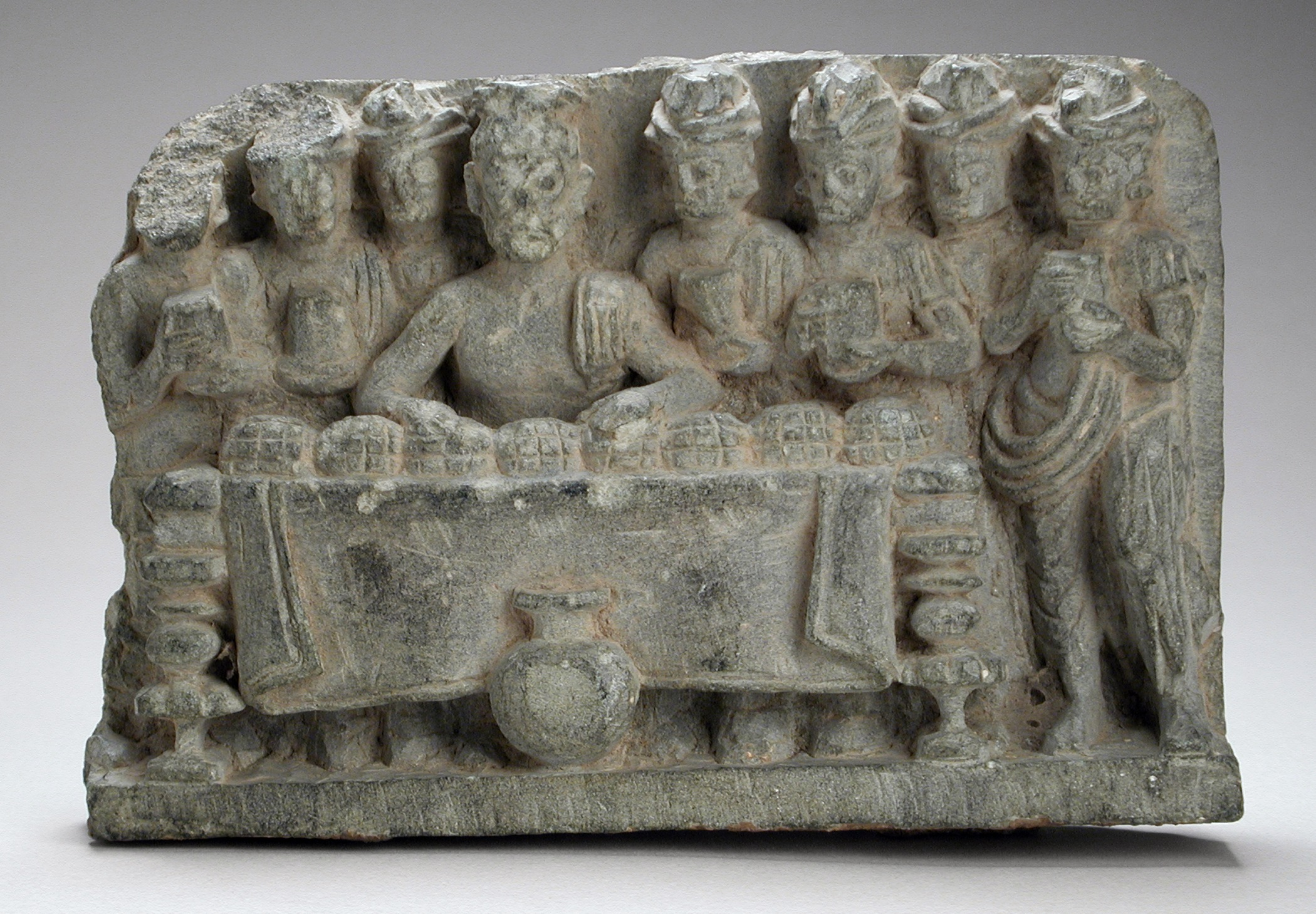
La distribuzione delle reliquie del Buddha, di Drona il Bramino.

Allakappa era, nella tradizione buddista, una delle otto repubbliche a cui furono date le reliquie del Buddha alla sua morte, o Parinirvana.

## Storia
Inizialmente, le reliquie erano state conservate esclusivamente dai Malla di Kusinagara, dove morì il Buddha, ma in seguito alla Guerra delle reliquie, furono divise tra nove città o Repubbliche da Drona il Bramino. Le altre otto repubbliche o città erano Rajagriha, Vaishali, Kapilavastu, Ramagrama, Pava, Kushinagar, Vethadipa e Pippalivan. 
La gente di Allakappa era chiamata Bulaya o Bulis Si trovavano nel Bihar, nell'area storica del Buddha, ma sono menzionati solo nel Dīgha Nikāya.
Una volta ricevute dai Bulis, le reliquie vennero conservate all'interno di uno stupa.

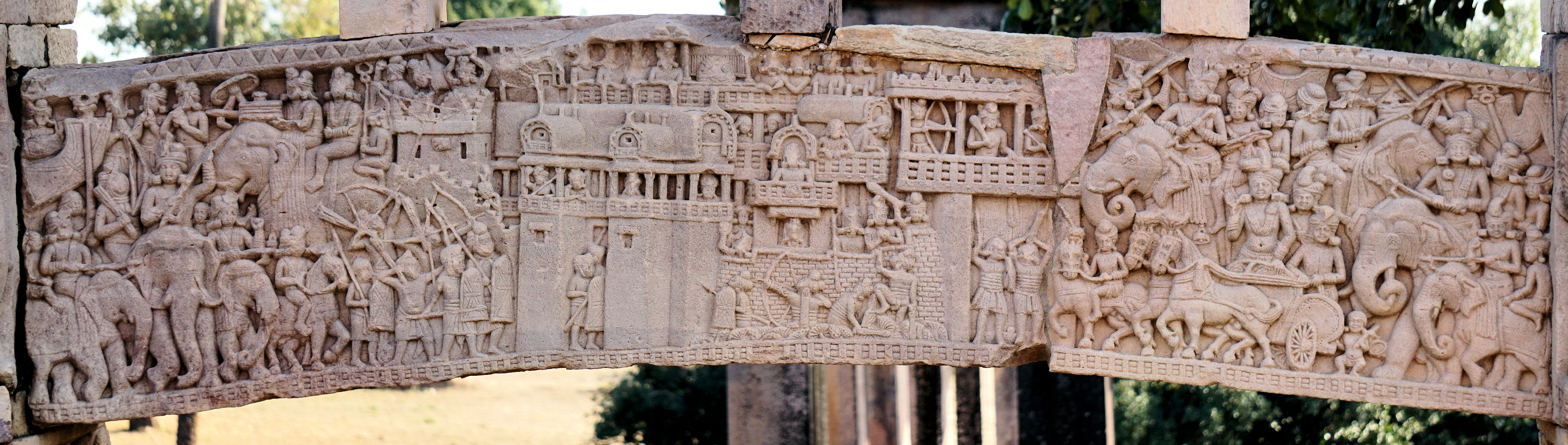
I Bulis di Allakappa ricevettero una parte delle reliquie del Buddha in seguito alla guerra per le reliquie del Buddha contro i Sakya. Sanchi (I secolo a.C.).